# Cubus validus
Cubus validus là một loài tò vò trong họ Ichneumonidae.